# Кацнельсон Абрам Ісакович
Кацнельсо́н Абра́м Іса́кович (нар. 1 січня 1914, Городня — 21 серпня 2003, Лос-Анджелес) — український поет, літературознавець, перекладач. Автор багатьох збірок віршів та книжок про віршознавство, заслужений діяч мистецтв України (1994), лауреат премій ім. Максима Рильського (1984) та ім. Івана Кошелівця (2001), член Національної Спілки письменників України. Член міжнародного ПЕН-клубу з 1995 року.

## З життєпису
Народився у сім'ї вчителя математики. Закінчив Київський університет (1939) та аспірантуру з теорії літератури. Працював кореспондентом «Литературной газеты» по Українській РСР.
Учасник Німецько-радянської війни.
Нагороджений двома орденами Вітчизняної війни 2-го ст., Червоної Зірки, медалями та Почесною грамотою Президії Верховної Ради УРСР і Грамотою Президії Верховної Ради УРСР. Був членом КПРС.
У серпні 1994 емігрував до США, поселився у Лос-Анджелесі, (штат Каліфорнія).

### Творчість
Член СП СРСР з 1938 року. Писав українською мовою. Абрам Кацнельсон — автор багатьох збірок віршів та книжок про поезію.
Поезії А. Кацнельсона перекладалися мовами народів Радянського Союзу, а також англійською, німецькою, болгарською, чеською, словацькою, угорською, сербською та ін.

#### Окремі твори
- Збірки поезій, видані в Україні — «Краплі сонця»(1935), «Достигають плоди» (1938), «Ряст» (1940), «Передній край» (1947), «В ім'я життя» (1953), «Погожі дні» (1956), «Вибране» (1958), «З тобою поруч» (1959), «Ракети й солов'ї» (1960), «Посеред бурі» (1963), «Літа мої» (1964). «Поезії» (1967). «Бурштин» (1969), «Атоми душі» (1974), «Струм» (1975), «Пісня єдності» (1978), «Осіннє гроно» (1979), «Монологи» (1981), «Спалахи» (1981), «Відчуття орбіти» (1983), «Вибране» (1983), «Очима пам'яті» (1986), «Заповітне» (1988), «Лірична мозаїка» (1989), «На вечірньому прузі» (1992), «Троянди на снігу» (1993), «Лірика» (2000).
- Видані у США — «Поклик висоти» (1996), «В німбі сивини» (1998), «Вірші про тебе» (2001), «З перекладацького зошита» (2003), «Здалека і зблизька» (2004).
- Видані у російському перекладі — «Дерево свободы» (1960), «Верность» (1973), «Баллада о струнах» (1983), «Жизни трепетная нить…» (2004).
- Книги з теорії і критики поезії, видані в Україні — «Краса і сила віршованого слова» (1964), «Правдива іскра Прометея» (1968). «Про поезію і поетів» (1972). «Любов моя — поезія» (1967). «Про поезію» (1977).
- Участь в антологіях:
  - Українська радянська поезія. Київ, Державне видавництво художньої літератури, 1951 р.,
  - Антологія української поезії. Київ, Державне видавництво художньої літератури, 1958 р.,
  - Українська радянська поезія Київ, Дніпро, 1985 р.,
  - Anthology of Soviet Ukrainian Poetry. Kyiv. Dnipro. 1982,
  - Українська радянська поезія. Київ. Дніпро. 1985. т.5,
  - Poetry of Soviet Ukraine's. New World. Woodchurch, Ashford. Kent. UNESCO. Paul Norbury, 1986,
  - Збірник Золотий гомін (українська поезія світу) Київ, 1997 р.,
  - ЗЕРНА. Літературно-мистецький альманах українців Європи, число 6-7, 2002 р.

Вірші А. Кацнельсона надруковані також в Антологіях Української поезії, що вийшли в перекладах білоруською, естонською, болгарською, чеською та іншими мовами.

### Премії і відзнаки
- Премія імені Максима Рильського (1984)
- Міжнародна літературна премія імені Івана Кошелівця (2001)
- Заслужений діяч мистецтв України.